# Ibn Al-Anbâri
Abd Al Rahmân B. Muh B. Ubayd Allâh B. Abi Sa’id Kamâl al-dîn (proprement Ibn Al-Anbâri) est un philologue arabe né en rabi’ II 513/juillet 1119. 
Il est surnommé Kamâl al-dîn (perfection de la religion). Anbâri signifie « originaire d’al-Anbâr », ville située sur l’Euphrate.

## Biographie
La langue maternelle d’al-Anbâri était l'arabe irakien. De sa naissance à sa mort, il résida à Bagdad, où il étudia à la madrasa Nizamiyyah de Bagdad. Il y étudia le système de la jurisprudence financière de l’école chafiite et y donna des leçons en grammaire. Il apprit la philologie d'Abû Mansûr Ibn al-Jawaliki et puis reçut les enseignements d'Ahii I- Saadat Hibat Allah Ibn al Bajari. Sous son influence, il fit de grands progrès et développa une connaissance extensive de la philologie.
Il fut professeur de philologie à la Nizamiyyah de Bagdad, au sein de laquelle il avait lui-même étudié. Il fut considéré comme l’un des maîtres les plus distingués dans ce domaine. Ses propres cours étaient suivis par beaucoup d’élèves qui sont à leur tour devenus éminents dans leur domaine.
À la fin de sa vie, il renonça à la société et s’enferma dans sa chambre afin de pratiquer l'ascèse – ou zuhd -, passant sa vie à prier et étudier. Il mourut le 9 sha’ban 577 / 18 décembre 1181 et est enterré à la porte d'Abrez, dans le mausolée construit sur la pierre d’Abû Ishaq al-Shirazi.

## Œuvres

### Travaux et méthode
Al-Anbâri est considéré comme un génie universel et aurait écrit plus de 130 traités traitant principalement de la grammaire ainsi que quelques autres à propos du droit. On connaît le titre de 70 de ses traités, et 6 nous sont parvenus. Ibn Anbâri avoue volontiers que les idées qu’il présente étaient en grande partie déjà connues. Toutefois, elles sont présentées d'une manière inédite. Son travail ne peut pas être considéré comme original du point de vue de la théorie linguistique. Cependant, ses traités constituent des introductions à la tradition grammaticale claires et instructives. L'originalité de son travail réside ainsi dans sa tentative d’appliquer les principes du raisonnement juridique à la science de la grammaire. À ce sujet, il déclare avoir ajouté à la science linguistique une nouvelle branche d’apprentissage, usûl an-nahw. Il s'agit de principes linguistiques qu’il assure avoir développé lui-même d’après l’utilisation de science des principes juridiques – ou usûl al-fiqh. Cette science se penche sur les méthodes à utiliser dans le raisonnement linguistique, en particulier sur les deux principales méthodes de réflexion utilisées dans les discussions linguistiques, à savoir le raisonnement analogique et la référence aux attestations linguistiques. Il est alors attesté qu’al-Anbâri était très influent dans son domaine. De fait, la science grammaticale arabe plus tardive reprit ses arguments dans leurs théories de façon systématique et méthodique.
Al-Anbâri est le premier à avoir emprunté à la littérature théologique et légale la forme de discussion fictive pour la présentation des masâ’il - c'est-à-dire littéralement les « problèmes en dispute » ou les points sujets à débat - toujours structurée de la même manière : brève déclaration de la position de chaque partie ou groupe, présentation des arguments des deux parties, réfutation de la théorie incorrecte - pratiquement toujours la théorie kūfienne.

### Ouvrages principaux
L'œuvre d'al-Anbâri est vaste, mais il n'est possible de présenter que les ouvrages qui nous sont parvenus.
- Nuzhat al-alibbāʾ fī ṭabaqāt al-udabā

Dans cet ouvrage, al-Anbâri écrit une histoire biographique de la philologie, des origines à sa propre époque. Cet ouvrage est assez court et compréhensible. Il y dresse une liste chronologique de tous les hommes de littérature, aussi bien anciens que modernes. Il y présente une enquête qui permet de comprendre ce qui était connu durant la période récente de la grammaire arabe – en l’occurrence, la période d’al-Anbarî-  au sujet des grammairiens les plus anciens. Le titre indique qu’il a voulu inclure dans ses biographies pas uniquement des grammairiens mais de manière générale tous les udabâ’, ou « hommes de lettres ».
- Asrār al-‘arabiyya

Cet ouvrage est un manuel facile de grammaire, une œuvre grammaticale considérée par Khallikan comme étant facile à comprendre ainsi que très instructive. Dans cet ouvrage, al-Anbâri opère un traitement systématique de la grammaire en s'intéressant à tous les débats et toutes les visions défendues par les différents grammairiens qu'il évoque. Ce livre retrace les différents débats entre les écoles de Basra et de Kufa. 
- Al-Inṣāf fī masāʾil al-k̲h̲īlāf bayn al-naḥwiyyīn al-baṣriyyīn wa-l-kūfiyyīn

Cet ouvrage a été composé pendant la 2e moitié du XIIe siècle. Il a été édité une première fois en 1913 par G. Weil, Leiden, E. J. Brill. Il est réédité par M. M ʿAbd al-Ḥamīd, réimpr. Beyrouth, 1976, Dār al- Ğīl. On recense cinq manuscrits, la diffusion est donc limitée mais il est très célèbre parmi les arabisants occidentaux. Cet ouvrage, rarement cité par la suite, regroupe les divergences entre les écoles de Basra et de Kūfa ; il s'agit d'une controverse grammaticale - genre surtout attesté dans le domaine juridique, mais déjà connu en grammaire - rapportant les débats entre grammairiens, notamment sur des questions de rection. Ibn al-Anbārī ramène alors essentiellement le débat à l’opposition de deux thèses, celle de l’école de Kūfa et celle de l’école de Baṣra – qui semblent correspondre respectivement à des opinions minoritaires et à une tradition dominante -, puis développe successivement les arguments de l’une et de l’autre, la position baṣrienne apparaissant généralement comme la plus convaincante.
L'ouvrage est composée de questions qui sont en fait des points de débats entre kûfiens et basriens. Les questions sont traitées en suivant un ordre prédéfini et exposent l'argumentation des Kūfiens puis des Basriens, qui ont ainsi toujours le dernier mot. Il arrive toutefois qu'al-Anbâri prenne le parti des Kūfiens, et réfute par la même les arguments des Basriens. Al-Anbâri présente ainsi de manière exhaustive les débats entre les deux écoles et contribue à faire bouger les lignes d'opposition entre les deux écoles, puisqu'il considère que certains auteurs se considérant comme Basriens sont en fait plus proche de l'école kūfienne.